# Rebecca Blank
Rebecca M. Blank, född 19 september 1955 i Columbia, Missouri, död 17 februari 2023 i Madison, Wisconsin, var en amerikansk ekonom och ämbetsman som var kansler för det offentliga forskningsuniversitetet University of Wisconsin-Madison 2013–2022. Hon var dessförinnan handelsminister i två ämbetsperioder (2011 och 2012–2013), vice handelsminister (2010–2013), undersekreterare för handel och ekonomiska affärer (2009–2012), dekanus för University of Michigans Gerald R. Ford School of Public Policy (1999–2009) och rådgivare åt det amerikanska rådgivningsorganet Council of Economic Advisers (1997–1999). Blank har även undervisat på universiteten Massachusetts Institute of Technology (MIT), Princeton University och Northwestern University.
Hon avlade en kandidatexamen i nationalekonomi vid University of Minnesota och en doktorsexamen i nationalekonomi vid just MIT.